# Biedna
Sedlo Biedna – przełęcz w słowackich Skoruszyńskich Wierchach. W tłumaczeniu na język polski oznacza to przełęcz Bieda. Ostatnio na słowackich mapach wprowadza się nową jej nazwę – Nad Studienkami. Przełęcz znajduje się w głównym grzbiecie Skoruszyńskich Wierchów, pomiędzy szczytami Biedna (965 m) i Oslí vrch (1039 m). Południowe stoki spod przełęczy opadają do miejscowości Habówka (Habovka), północne do doliny potoku Zábiedovčik. 
Na przełęczy krzyżują się dwa szlaki turystyczne. Od strony Habówki szlak prowadzi na dużym odcinku przez łąki, dzięki czemu jest to trasa o dużych walorach widokowych. W górę od Habówki wiedzie w głębokim wąwozie droga polna, którą dawniej zwożono plony z pół. Nad wąwozem tej drogi stoi mający co najmniej 150 lat kamienny krzyż. Całe zbocze kiedyś pocięte było tarasami pół uprawnych. Obecnie pola te zarastają już krzakami i lasem. Rejon przełęczy zajmuje spora polana. Poniżej przełęczy znajduje się źródełko (stąd druga nazwa przełęczy – Nad Studniczkami). Przy źródełku jest biała kapliczka z obrazem, na którym anioł stróż prowadzi za rękę dziecko. Dawniej przez przełęcz Biedna i miejscowość Zábiedovo mieszkańcy Habówki chodzili do Trzciany (Trstená) za pracą. 

## Szlaki turystyczne
czerwony: Orawice – Blatná – Skoruszyna – Mikulovka – Javorková – przełęcz Biedna – Kosariska – Stara mat – Oravský Biely Potok. Czas przejścia: 4.25 h, ↓ 4.20 h.
 niebieski: Zuberzec – Habówka – sedlo Biedna – Zábiedovo